# 総合病院落合病院
医療法人社団井口会 総合病院落合病院（いりょうほうじんしゃだんいぐちかい そうごうびょういんおちあいびょういん）は、岡山県真庭市にある医療機関。医療法人社団井口会が運営する病院である。岡山県の災害拠点病院に指定されている。

## 沿革
- 1937年（昭和12年）6月1日 真庭郡落合町垂水251番地に榊原病院落合分院として開院。
- 1957年（昭和32年）8月 医療法人井口会を設立。
- 1965年（昭和40年）8月 総合病院認可。
- 1972年（昭和47年）3月 特定医療法人認可。
- 1997年（平成9年）1月14日  岡山県災害拠点病院に指定[1]。
- 2003年（平成15年）3月 ヘリポート竣工。
- 2011年（平成23年）6月 財団法人日本医療機能評価機構認定（Ver6.0）。
- 2021年（令和3年）6月1日 真庭市上市瀬341番地に病院を新築移転。

## 診療科
- 内科
- 小児科
- 外科
- 整形外科
- 脳神経外科
- 皮膚科
- 泌尿器科
- 産婦人科
- 眼科
- 耳鼻咽喉科
- リハビリテーション科
- 放射線科
- （麻酔科）

## 医療機関の指定等
- 保険医療機関
- 救急告示医療機関
- 労災保険指定医療機関
- 指定自立支援医療機関（更生医療・育成医療）
- 身体障害者福祉法指定医の配置されている医療機関
- 生活保護法指定医療機関
- 結核予防法指定医療機関
- 原子爆弾被害者一般疾病医療取扱医療機関
- 公害医療機関
- 母体保護法指定医の配置されている医療機関
- 災害拠点病院
- 小児慢性特定疾患治療研究事業指定医療機関

## 近隣の施設
- 真庭市役所落合支局
- 岡山県立落合高等学校・岡山県立真庭高等学校落合校地
- 落合郵便局
- 国道313号
- 岡山県道30号落合建部線

## 交通アクセス
- JR西日本姫新線美作落合駅下車、徒歩10分。
- 中国自動車道・落合ICより車で3分。
- 中鉄バス・旭川さくらバスで落合高校前下車、徒歩3分。
- 備北バスで十字路下車、徒歩1分。

## 関連施設
- 落合訪問看護ステーション
- 向陽台病院（精神・神経科）
- 介護老人保健施設白梅の丘
- 認知症対応共同生活介護事業所グループホーム青空
- 特別養護老人ホーム檜山荘